# Starigrad (Senj)
Starigrad (italsky Castelvecchio)[zdroj⁠?!] je malá vesnice a přímořské letovisko v Chorvatsku v Licko-senjské župě, spadající pod opčinu města Senj. Nachází se pod pohořím Velebit, asi 27 km jižně od Senje. V roce 2011 zde trvale žilo 15 obyvatel. Počet obyvatel zde, podobně jako u jiných vesnic v této oblasti, výrazně klesá.
Sousedními vesnicemi jsou Jablanac, Klada, Lukovo, Stinica, Sveti Juraj a Velike Brisnice.
Na malém kopci nad vesnicí se nacházejí dvě zříceniny hradů Sveta Jelena a Gradina.